# Château Casaquy
Le château Casaquy ou château de Roumont est un château situé dans le village de Roumont-sur-Ourthe faisant partie de la commune de Bastogne en Belgique (province de Luxembourg). 

## Localisation
Le château est situé au centre de la localité ardennaise de Roumont-sur-Ourthe, en face de l'église. Il se trouvait sur l'ancienne chaussée Marie-Thérèse, impératrice d'Autriche, reliant Bruxelles à Vienne. Le domaine a une superficie d'environ 31 ha.

## Historique
Le château a été érigé en 1764 par Henri-Ignace Casaquy et son épouse Marie-Françoise Collard sans doute sur les bases d'une maison seigneuriale antérieure. Henri-Ignace Casaquy était échevin de La Roche, haut gruyer de l’Empereur, mayeur de la haute Cour de Wyompont et membre des États du duché de Luxembourg et du comté de Chiny. Le 4 juin 1781, l'empereur du Saint-Empire romain germanique Joseph II y prend le déjeuner. Des remaniements ont lieu en 1908 par Alphonse Fabri et plus tard par la famille Desclée.

## Description
Le château construit en moellons enduits et blanchis est constitué par quatre ailes entourant une cour intérieure presque rectangulaire d'environ 475 m2. Situé au nord, le bâtiment principal en double corps est constitué d'une façade de cinq travées de baies sur deux niveaux (un étage) surmontée d'un fronton triangulaire et de quatre lucarnes à la base de la toiture en ardoises. Deux tours carrées encadrent et dépassent d'un demi niveau la façade arrière du bâtiment principal. L'ensemble comporte entre autres des écuries, une grange, des chenils et une grande conciergerie.
En face de ce bâtiment, à l'angle opposé de la cour intérieure, se trouve le portail d'accès cintré bâti en pierre calcaire. Sur le pignon de la grange (aile ouest), est apposé un grand crucifix placé au-dessus de deux dalles funéraires de la famille Casaquy.

## Visite
Le château est une propriété privée et ne se visite pas. Mais, à côté du château, prolongeant l'aile ouest, l'ancienne conciergerie abrite un gîte de vacances.